# Knooppunt Stelleplas
Knooppunt Stelleplas is een verkeersknooppunt in de Nederlandse provincie Zeeland.
Op dit knooppunt sluit de N62 vanuit Gent en Terneuzen aan op de A58 bij Heinkenszand. Het knooppunt ligt op de voormalige afrit 36 naar Heinkenszand, 's-Heer Arendskerke, Terneuzen en Vlissingen-Oost. Iets ten oosten van Stelleplas is een nieuwe afrit 36 gerealiseerd, naar Heinkenszand en 's-Heer Arendskerke.
Dit knooppunt geeft zo een betere verbinding van vooral Zuid-Beveland, Noord-Beveland, Schouwen-Duiveland en Noord-Brabant in het noorden en oosten met Zeeuws-Vlaanderen en de Belgische provincies Oost-Vlaanderen en West-Vlaanderen in het zuiden.
Het knooppunt is vernoemd naar een plas nabij Heinkenszand en is eind 2015 volledig in gebruik genomen.

## Richtingen knooppunt
| Aansluitende wegen                        | Aansluitende wegen                                           | Aansluitende wegen | Aansluitende wegen | Aansluitende wegen |
| ----------------------------------------- | ------------------------------------------------------------ | ------------------ | ------------------ | ------------------ |
| richting Middelburg / Vlissingen          |                                                              |                    |                    |                    |
|                                           |                                                              |                    |                    |                    |
|                                           | richting Goes / Bergen op Zoom / Breda / Tilburg / Eindhoven |                    |                    |                    |
|                                           |                                                              |                    |                    |                    |
| richting 's-Heerenhoek / Terneuzen / Gent |                                                              |                    |                    |                    |

Almere · Amstel · Arnestein · Assen · Azelo · Badhoevedorp · Bankhoef · Batadorp · Beekbergen · Benelux · Beverwijk · Bodegraven ·  Boterdiep ·  Buren · Burgerveen · Coenplein · De Baars · De Hoek · De Hogt · De Nieuwe Meer · De Poel · De Punt · De Stok · Deil · Diemen · Drachten · Drie Klauwen · Eemnes · Ekkersweijer · Emmeloord · Empel · Euvelgunne · Everdingen · Ewijk · Galder · Gooimeer · Gorinchem · Gouwe · Grijsoord · Hattemerbroek · Heerenveen · Hellegatsplein · Het Vonderen · Hintham · Hoevelaken · Hofvliet · Holendrecht · Holsloot · Hoogeveen · Hooipolder · IJmuiden (niet officieel) · Joure · Julianaplein · Kerensheide · Kethelplein · Klaverpolder · Kleinpolderplein · Kooimeer · Kruisdonk · Kunderberg · Lankhorst · Leenderheide · Lunetten · Maanderbroek · Markiezaat · Muiderberg · Neerbosch · Noordhoek · Ommedijk · Oud-Dijk · Oudenrijn · Paalgraven · Princeville · Prins Clausplein · Raasdorp ·  Reitdiep ·  Ressen · Ridderkerk · Rijkevoort · Rijnsweerd · Rottepolderplein · Rozenburg · Sabina · Sint-Annabosch · Stelleplas · Slufter · Ten Esschen · Terbregseplein · Tiglia · Vaanplein · Valburg · Velperbroek · Velsen · Vlaardingen · Vught · Waterberg · Watergraafsmeer · Werpsterhoek · Westerlee · Ypenburg · Zaandam · Zaarderheiken · Zonzeel · Zoomland · Zuidbroek · Zurich

Geplande knooppunten:
De Liemers · Zestienhoven

Voormalige knooppunten:
Bocholtz · Ekkersrijt · Europaplein (Groningen) · Europaplein (Maastricht) · Lindenholt